# Deep South

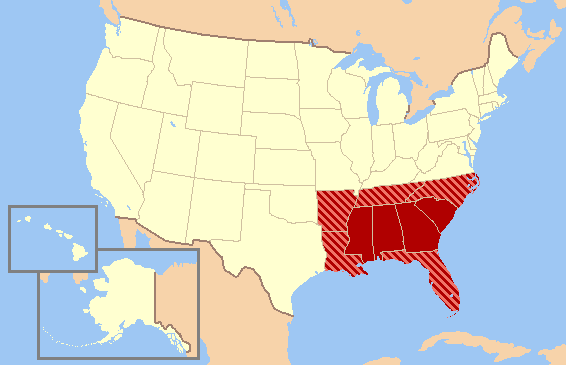
El Deep South

Deep South (expressió anglesa que pot ser traduïda com a Sud Profund) és una regió cultural i geogràfica dels Estats Units. L'expressió s'aplica a diferents territoris:
- Carolina del Sud, Mississipi, Florida, Alabama, Geòrgia i Louisiana (sis dels fundadors dels Estats Confederats d'Amèrica)
- Geòrgia, Florida, Alabama, Mississipi i Louisiana (segons el Dictionary of Cultural Literacy)
- Alabama, Arkansas, Louisiana i Mississipi

El Deep South se sol definir per oposició al Vell Sud, Old South, que inclou Carolina del Sud, Carolina del Nord, Virgínia, i sovint, Geòrgia. També diferenciat dels estats interiors de Kentucky, Tennessee, Virgínia Occidental i Arkansas així com dels perifèrics de Florida i Texas.